# Casiquiare
Casiquiare (spanskt namn Brazo Casiquiare) är ett biflöde från den övre Orinocofloden till Rio Negro, i Venezuela. Som sådan utgör den en unik naturlig kanal emellan Orinocos och Amazonflodens flodsystem, en så kallad bifurkation.

## Upptäckt

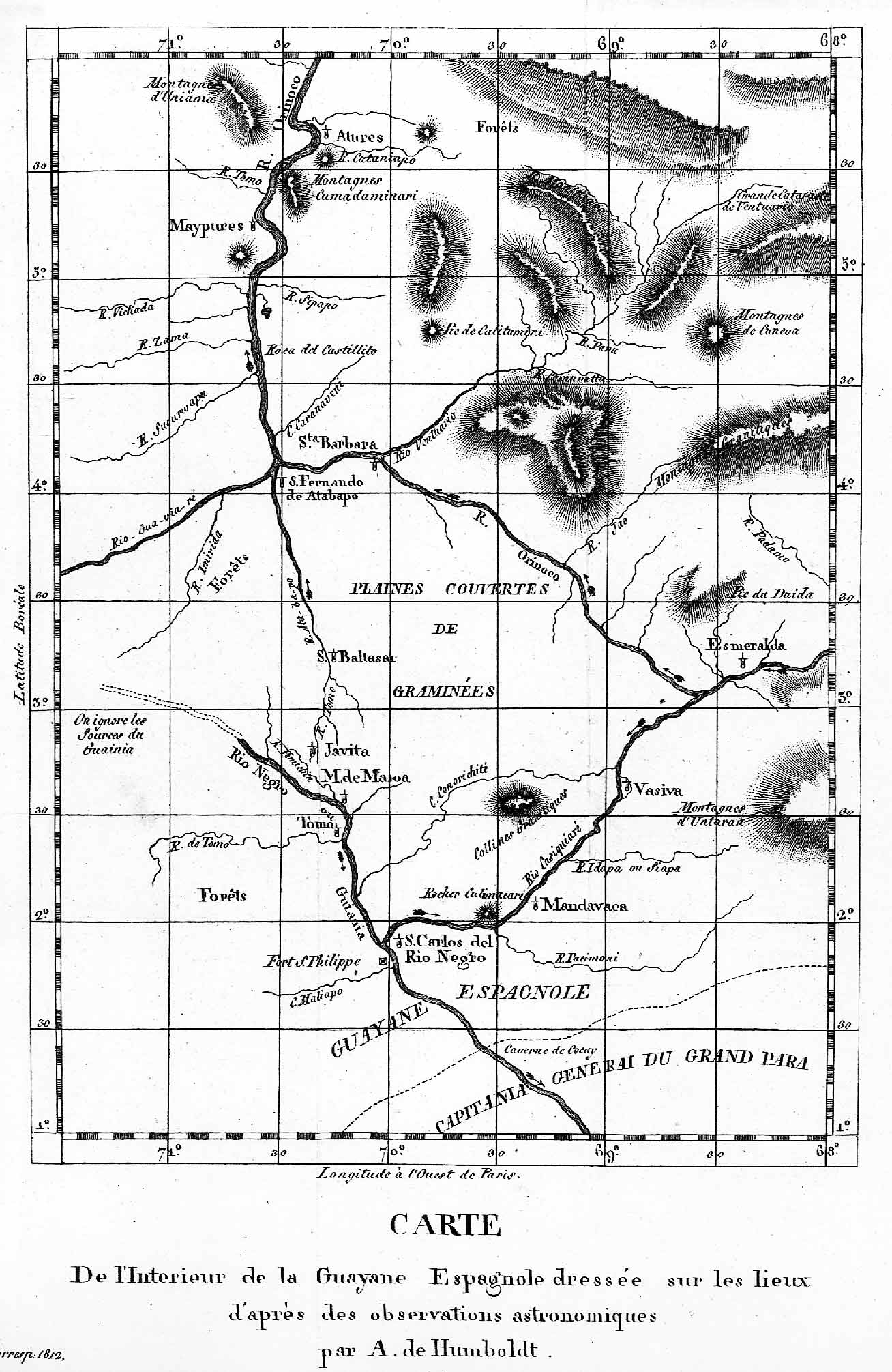
Karta över Cassiquiare baserad på Alexander von Humboldts observationer (1799).

1744 mötte en jesuitpräst vid namn Fader Roman några portugisiska slavhandlare från bosättningarna vid Rio Negro när han vandrade uppströms längs Orinoco. Han slog följe med dem på återfärden längs Casiquiare och återfann därefter sin rutt till Orinocofloden. Charles Marie de La Condamine kunde sju månader senare intyga Fader Romans resa för Académie française och därmed bekräfta förekomsten av denna vattenväg, som först rapporterats av Cristóbal Diatristán de Acuña 1639.
Fader Roman rönte inte mycket erkännande förrän hans uttalande verifierats 1756 av en spansk gränskommission. År 1800 utforskades floden av den tyske vetenskapsmannen Alexander von Humboldt och den franske botanisten Aimé Bonpland. 1968 färdades en svävare på floden i samband med en av National Geographics expeditioner.

## Geografi
Casiquiare rinner ut från Orinocofloden 14 km nedströms missionsstationen La Esmeralda (läge: 3°8′18.5″N 65°52′42.5″V / 3.138472°N 65.878472°V), cirka 123 meter över havet, och mynnar i Rio Negro, en biflod till Amasonfloden, nära staden San Carlos 91 m över havet. 
Flodens lopp går i sydvästlig riktning och dess längd är omkring 320 km. Dess bredd vid bifurkationen med Orinoco är ungefär 90 m och rinner mot Rio Negro med ett flöde om  0,3 meter i sekunden. När vattenvolymen successivt ökar tack vare de mycket talrika biflödena längs floden, ökar hastigheten, och uppnår under regnperioden 2,2 meter i sekunden och på vissa sträckor upp till 3,6 meter per sekund. Floden blir avsevärt bredare när den närmar sig mynningen till Rio Negro, där den är cirka 530 m bred. Vattenmängden Casiquiare erhåller av Orinoco är ringa i jämförelse med vad den ansamlar under sitt lopp.
Vid översvämning lär Casiquiare ha ytterligare en förbindelse med Rio Negro genom en förgrening, kallad Itinivini, som bryter sig västerut 80 km ovanför mynningen. Under torrperioden blir den grund och hindras av sandbankar, några forsar och granitklippor. Längs stränderna finns tät skog och jorden är mer bördig än längs Rio Negro. Generellt sluttar slätten som floden löper igenom åt sydväst, medan Rio Negro-slätten sluttar åt sydost.
Casiquiare är inte en långsamtrinnande kanal på en plan högslätt, utan en strid flod som helt skulle tillhöra Amasonflodens Rio Negro-förgrening, om inte källflödena anslutits till Orinocofloden.
Väster om Casiquiarefloden finns en betydligt kortare och enklare förbindelse mellan Orinoco och Amasonas avrinningsområde, Pimichin, som kan nås genom att färdas uppströms Terni, en biflod till Orinocos biflod Atabapo. Även om Terni är tämligen blockerad, torde en liten farkost enkelt kunna färdas där. Det 16 km breda näset består av träskmark med kuperad terräng som inte är högre än 15 m. Här brukar man ofta föra över stora kanoter, som forslas tvärs över näset från Ternifloden och som kan nå Rio Negro via ån Pimichin.